# Atlasur
El ejercicio combinado Atlasur (Atlántico Sur) es un adiestramiento de tácticas, operaciones, simulaciones, comunicaciones y guerra naval que se realiza cada dos años desde 1993 entre las armadas de Argentina y Sudáfrica. En 1995 se sumaron a estas ejercitaciones las armadas de Brasil y Uruguay. Los participantes aprovechan estas maniobras para consolidar su presencia en el Atlántico Sur, mantener las buenas relaciones y salvaguardar la vida humana en el mar.

## Atlasur III-1997
Sede: Sudáfrica.
Unidades:
- Armada Argentina: corbetas ARA Rosales (P-42) y ARA Parker (P-44), más dos helicópteros.
- Marina de Brasil: un buque logístico, una fragata y una corbeta.
- Armada Sudafricana: seis patrulleras, tres cazaminas, un submarino y diversas aeronaves.
- Armada Nacional (Uruguay): una corbeta.

## Atlasur IV-1999
Sede: Brasil.
Unidades:
- Armada Argentina: corbetas ARA Rosales (P-42) y ARA Parker (P-44).
- Marina de Brasil: fragata União (F-45) y corbeta Jaceguai (V31).
- Armada Sudafricana: buque logístico SAS Drakensberg (A301) y lanchas rápidas SAS Adam Kok (P1563) y SAS René Sethren (P1566).
- Armada Nacional (Uruguay): fragata ROU Montevideo.

## Atlasur V-2002
Sede: Sudáfrica.
Unidades:
- Armada Argentina: corbetas ARA Spiro (P-43) y ARA Robinson (P-45).
- Marina de Brasil: dos fragatas, un buque tanque y un submarino.
- Armada Sudafricana: un buque logístico, dos lanchas rápidas y un submarino.
- Armada Nacional (Uruguay): fragata ROU Montevideo.

## Atlasur VII-2008
Sede: Sudáfrica.
Unidades:
- Armada Argentina: corbetas ARA Rosales (P-42) y ARA Robinson (P-45), más un helicóptero Alouette III. El buque tanque ARA Ingeniero Julio Krause (B-13) brindó apoyo logístico durante el despliegue.
- Marina de Brasil: fragatas Defensora (F41) e Independência (F44), más un helicóptero.
- Armada Sudafricana: fragatas SAS Amatola (F145) y SAS Isandlwana (F146), patrulleras SAS Isaac Dyobha (P1565) y SAS Galeshewe (P1567), buque logístico SAS Drakensberg (A301), más varios helicópteros.
- Armada Nacional (Uruguay): fragata ROU Uruguay.

## Atlasur VIII-2010
Sede: Argentina.
Unidades:

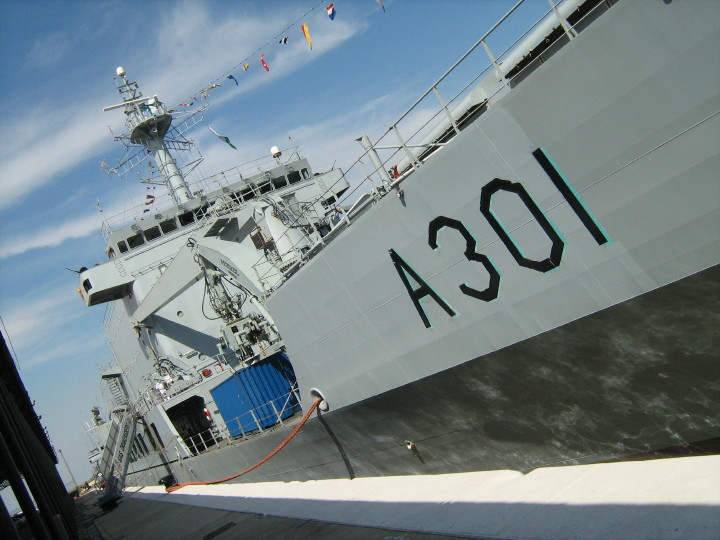
SAS Drakensberg en Buenos Aires (2010)

- Armada Argentina: destructor ARA Almirante Brown (D-10), corbetas ARA Rosales (P-42) y ARA Spiro (P-43), buque tanque ARA Ingeniero Julio Krause (B-13), aviso ARA Teniente Olivieri (A-2), buque multipropósito ARA Punta Alta (Q-63), submarino ARA Salta (S-31), más diversas aeronaves de la Aviación Naval.
- Marina de Brasil: fragata Constituição (F42).
- Armada Sudafricana: buque logístico SAS Drakensberg (A301) y submarino SAS Charlotte Maxeke (S102), más un helicóptero.
- Armada Nacional (Uruguay): fragata ROU Uruguay.